# Operatie Rum Punch
Operatie Rum Punch was een militaire actie uitgevoerd door de vredestroepen van de Verenigde Naties op 28 augustus 1961 tegen het leger van de staat Katanga, een afscheidingsstaat binnen de Republiek Congo in Centraal-Afrika. Tijdens deze operatie arresteerden VN-troepen zonder veel weerstand 79 buitenlandse huurlingen en officieren die dienden in het leger van Katanga.

## Achtergrond

### De afscheiding van Katanga
Op 30 juni 1960 werd de Republiek Congo onafhankelijk van België. Op 5 juli begonnen ontevreden soldaten van de Force Publique, ongelukkig met hun gebrek aan vooruitgang ten opzichte van burgerpolitici, een landelijke muiterij tegen hun blanke officieren. De opstanden veroorzaakten wijdverspreide instabiliteit en leidden tot de vlucht van een groot deel van de Europese bevolking van Congo, die van vitaal belang was voor de economie. Op 9 juli verspreidden de muiterijen zich naar de zuidelijke provincie Katanga. Katanga had onder Belgisch bewind aanzienlijke mijnbouwactiviteiten aangetrokken.
De overgebleven kolonisten in Katanga, de Belgische regering en leden van de autochtone Confédération des associations tribales du Katanga (CONAKAT), de heersende partij in de provinciale regering van Katanga, gaven Lumumba de schuld van de ineenstorting van de orde vanwege zijn vermeende communistische sympathieën. Op 11 juli landden Belgische eenheden in Congo, zonder instemming van de Congolese regering, om de muitende troepen te ontwapenen. Die avond verklaarde Moïse Tshombe, president van de provincie Katanga, onder vermelding van de ineenstorting van de orde in Congo en de dreiging van een communistische overname, de "Staat Katanga" onafhankelijk en vroeg om Belgische hulp. Op 12 juli deden Lumumba en president Joseph Kasavubu een beroep op de Verenigde Naties (VN) en vroegen om internationale troepen om de Belgische troepen te vervangen en de orde te herstellen. De Veiligheidsraad van de VN stemde hiermee in en nam verschillende resoluties aan waarin werd opgeroepen tot de terugtrekking van Belgische troepen en de oprichting van een grote multinationale vredesmacht, de Operatie van de Verenigde Naties in Congo (bekend onder de Franse afkorting ONUC).
Lumumba eiste dat ONUC-troepen zouden worden ingezet om de Katangese afscheiding met geweld neer te slaan. De Veiligheidsraad besloot op 9 augustus dat "het binnentreden van de strijdkrachten van de Verenigde Naties in de provincie Katanga noodzakelijk is voor de volledige uitvoering van deze resolutie", terwijl ook werd besloten dat "de strijdkrachten van de Verenigde Naties in Congo geen partij zullen zijn bij of op enigerlei wijze zullen ingrijpen in of worden gebruikt om de uitkomst van enig intern conflict te beïnvloeden." De mobilisatie van een Katangees leger, de zogenaamde Katangese Gendarmerie, verontrustte secretaris-generaal van de VN Dag Hammarskjöld, die vond dat een gewapende confrontatie het mandaat van ONUC zou schenden. Gefrustreerd deed Lumumba een beroep op de Sovjet-Unie voor militaire hulp, wat leidde tot een conflict met Kasavubu en zijn afzetting in september en uiteindelijke moord in januari 1961.

### Katangese leger
Onmiddellijk na de verklaring van afscheiding werkte de Katangese regering aan de snelle oprichting van haar eigen strijdmacht. Belgische officieren en Katangese manschappen van de Force Publique vormden de kern van de nieuwe Katangese Gendarmerie, versterkt door de rekrutering van soldaten van verschillende stammen. Op 26 november 1960 bestond de strijdmacht uit ongeveer 7.000 man, hoewel er een tekort bestond aan training en gekwalificeerd leiderschap. Dit werd gedeeltelijk opgelost door het uitlenen van Belgische legerofficieren door de Belgische overheid en het hiervoor opzetten van verschillende trainingsprogramma's in België. In maart 1961 bestond de gendarmerie uit 600 Europese en 8.000 inheemse soldaten.

### Escalatie van de spanning tussen de VN en Katanga
Het bericht van Lumumba's dood creëerde een gevoel van urgentie binnen de internationale gemeenschap en motiveerde leden van de VN-Veiligheidsraad om de bevoegdheden van ONUC te versterken. Op 21 februari 1961 nam de VN-Veiligheidsraad een resolutie aan waarin ONUC werd toegestaan militair geweld te gebruiken als laatste redmiddel om een burgeroorlog te voorkomen. Aangezien Congo al min of meer in een staat van burgeroorlog verkeerde, gaf de resolutie ONUC aanzienlijke vrijheid om op te treden. Er werd ook opgeroepen tot het onmiddellijke vertrek van alle buitenlandse militairen en huurlingen uit het land, hoewel om deze maatregel uit te voeren geweld niet toegestaan was. Daarom kon geweld alleen worden gebruikt om buitenlandse soldaten en huurlingen te verwijderen als het gerechtvaardigd was onder de redenering dat dergelijke actie nodig zou zijn om een burgeroorlog te voorkomen. ONUC was ook niet gemachtigd om met geweld een politieke oplossing op te leggen of rechtstreeks in te grijpen in interne Congolese aangelegenheden en was als zodanig voornamelijk bezig met het verminderen van de invloed van buitenlandse belangen in het Katangese conflict.
De regering van Katanga negeerde de resolutie en ging door met haar plannen om opstandige Baluba-stamleden in de noordelijke delen van de provincie te onderdrukken. De daardoor ontstane toename van de spanningen werd gevolgd door een poging van de Katangezen op 7 april om de stad Kabalo in te nemen. VN-troepen weerstonden de aanval, brachten een gendarmerieboot tot zinken en arresteerden zo'n dertig huurlingen. Na ondervraging werden de huurlingen uit Congo gedeporteerd. Het evenement markeerde de eerste toepassingen van de toestemmingen van de resolutie van februari. De VN probeerden vervolgens de medewerking van de Belgische en Katangese regeringen te verkrijgen bij de uitvoering van de beslissingen van de Veiligheidsraad, maar tegen mei was er weinig vooruitgang geboekt. Omdat ze geloofden dat Tshombe en zijn ondergeschikten alleen maar tijd aan het rekken waren via onderhandelingen, besloten VN-functionarissen een nieuwe vertegenwoordiger naar Elisabethstad, de hoofdstad van Katanga, te sturen met eisen tot onmiddellijke naleving van de resolutie. Een lid van de Ierse diplomatieke dienst, Conor Cruise O'Brien, werd voor deze taak aangewezen en arriveerde op 14 juni in de stad.
Intussen engageerden VN-functionarissen zich in onderhandelingen met de Belgische minister van Buitenlandse Zaken Paul-Henri Spaak en bereikten een akkoord over de terugtrekking van bepaalde Belgische politieke adviseurs in Katanga. Druk van België en de VN vergemakkelijkte de repatriëring van twee officieren begin juni, hoewel tegen het einde van de maand de Katangese regering blijkbaar niet meer bereid was verdere vertrekken toe te staan. Begin juli verzocht de VN om de terugtrekking van meer adviseurs en eiste dat Georges Thyssens, een van de assistenten van Tshombe, onmiddellijk Congo zou verlaten. Na enkele dagen vertoonde Thyssens nog steeds geen intentie om te vertrekken, dus gaf O'Brien opdracht aan drie Zweedse soldaten om hem met geweld uit te zetten. Er ontstond een worsteling tijdens het daaropvolgende conflict waarbij werd geruchten dat de hond van de familie Thyssens was neergeschoten. De aflevering leidde tot heftig protest van de Katangese autoriteiten, die het Belgische consulaat bezetten en een functionaris verdreven die zijn landgenoten - zoals bevolen door het Belgische ministerie van Buitenlandse Zaken - aanmoedigde om meer accepterend te zijn ten opzichte van de houding van de Belgische en Congolese centrale regeringen.
Op 12 juli suggereerde Spaak aan Hammarskjöld tijdens een vergadering dat de VN alle adviseurs zou moeten identificeren die het wilde laten vertrekken, om zo de angsten van andere Belgen te verzachten die vreesden voor hun eigen plotselinge uitzetting en daarmee een ander incident te voorkomen. Na enige onderhandelingen stemde Tshombe ermee in om een Katangese delegatie toe te staan om met ONUC te overleggen over de adviseurs die moesten vertrekken. In de daaropvolgende besprekingen kwamen beide partijen overeen een lijst op te stellen van 11 Belgen die uit Katanga moesten worden teruggetrokken. De VN waarschuwden dat als de adviseurs door andere buitenlanders zouden worden vervangen, zij ook zouden worden uitgezet. Tegen augustus was de externe betrokkenheid in Katanga door de VN verminderd, maar de "onmiddellijke" terugtrekking van huurlingen en buitenlandse adviseurs zoals gevraagd in de resolutie van februari was nog niet bereikt. Verdere vooruitgang door onderhandeling leek onwaarschijnlijk, aangezien de Katangese bevolking vijandiger werd en Spaak te maken kreeg met toenemende oppositie in Katanga en België.
Intussen was in Leopoldstad een nieuwe Congolese coalitieregering gevormd onder leiding van premier Cyrille Adoula. Deze stond onder grote druk om Katanga opnieuw in Congo op te nemen en liep het risico te bezwijken als dit niet zou worden bereikt, iets wat ONUC graag wilde vermijden. Nu zijn diplomatieke toenaderingen tot Tshombe waren mislukt, besloot Adoula dat Katanga zijn afscheiding niet zou beëindigen tenzij het werd bedreigd met militair geweld. Omdat het leger in een staat van wanorde was, deed de Congolese regering een beroep op ONUC wat diens intenties waren. Op 5 augustus vormde ONUC een onafhankelijk Katanga Commando onder leiding van de Indiase brigadegeneraal K.A.S. Raja met O'Brien als hoofd van de missie, waardoor lokale troepen meer operationele initiatieven konden nemen.

## Voorspel

### VN-voorbereidingen
Na langdurige overweging van de situatie, besloot het VN-Secretariaat dat als Tshombe niet zou voldoen aan haar verzoeken om buitenlandse officieren van de Katangese Gendarmerie te laten arresteren en deporteren, dit met geweld zou moeten worden afgedwongen. VN-functionarissen hoopten dat een eerste vertoon van macht de officieren zou overtuigen om mee te werken en uiteindelijk gewelddadige confrontaties te vermijden. Het Secretariaat heeft nooit een verklaring uitgegeven over haar besluit om dit plan uit te voeren, hoewel de acties van huurlingen in het noorden van Katanga aantoonden dat het buitenlandse contingent een burgeroorlog aan het voeren was en maandenlange onderhandelingen nauwelijks resultaat hadden gehad om hun verwijdering te bewerkstelligen. De planning voor Operatie Rum Punch begon op 19 augustus op het hoofdkwartier van ONUC in Leopoldstad, de Congolese hoofdstad. Op de luchtbasis Kamina in Katanga (die sinds 4 augustus onder VN-controle stond sinds) richtten Ierse troepen een detentiecentrum op voor gevangenen. Naar aanleiding van een suggestie van Hammarskjöld vaardigde president Kasavubu op 24 augustus Verordening Nr. 70 uit, waarin al het niet-Congolees militaire personeel in het land dat niet onder contract stond bij de centrale regering tot "illegale vreemdelingen" werd verklaard en werd verzocht om VN-hulp bij hun uitzetting. Aangezien ONUC was opgericht met als doel de centrale regering te helpen bij het "handhaven van de wet en orde", bood dit de VN verdere rechtvaardiging om de operatie uit te voeren.
 
Geconfronteerd met het gebrek aan alternatieven besloten ONUC-functionarissen door te gaan met het plan om het buitenlandse kader van de Katangese Gendarmerie te arresteren en te repatriëren. Op 27 augustus ontmoette O'Brien Mahmoud Khiary, Vladimir Fabry en Raja in Kamina om de laatste voorbereidingen voor de operatie te treffen. Raja en zijn staf hadden al plannen opgesteld voor de arrestatie van buitenlandse soldaten, die waren beoordeeld door generaal Indar Jit Rikhy en diplomaat Ralph Bunche en goedgekeurd door Hammarskjöld. Op verzoek van O'Brien werd het plan aangepast om ook het postkantoor (dat de telefooncentrale huisvestte) en radiostation te bezetten en van een cordon rond de residentie van de Katangese minister van Binnenlandse Zaken, Godefroid Munongo uit te voeren. Dit was om te voorkomen dat de Katangezen verzet zouden aanmoedigen of coördineren. De operatie stond oorspronkelijk gepland voor 29 augustus, maar Raja bracht deze 24 uur naar voren als tactische verrassing.

### Tegenkrachten
Op de vooravond van Operatie Rum Punch had de VN 5.720 troepen in Katanga. Er waren 1.600 Indiërs, 500 Ieren en 400 Zweden in Elisabethstad, 1.200 Indiërs in Albertstad, 1.000 Indiërs in Kamina, 500 Indiërs in Kabalo, 400 Ethiopiërs en Indiërs in Manono, en 120 Ieren in Jadotstad. Alleen Ierse en Zweedse eenheden werden aangewezen voor arrestatietaken in Elisabethstad, mogelijk om raciale spanningen te voorkomen.
Het ONUC-commando schatte dat de Katangese Gendarmerie meer dan 13.000 man telde, onder wie ongeveer 3.000 in Elisabethstad, 2.000 in Jadotstad en het nabijgelegen kamp Shinkolobwe, 1.600 in Kolwezi; één bataljon (ongeveer 800 man) elk in Manono, Kongolo, Kipushi, Boudewijnstad, Mitwaba, Kaniama en Kaminaville; en een half bataljon in Kabongo en Kapanga. Vierhonderdzestig van de officieren waren Europeanen, die onlangs een plan hadden ontwikkeld om de Katangese grenzen te verdedigen tegen troepen van de centrale regering. Deze troepen werden versterkt door gewapende secties van de lokale bevolking, vooral rond Kamina en in de regio Sandoa. De Katangese luchtmacht had zijn hoofdkwartier in Kolwezi, waar gendarmes de lokale landingsbaan beheersten en in het bezit waren van één operationele Fouga Magister CM.170.

## Operatie
Operatie Rum Punch begon op 28 augustus 1961 om 04:00 uur. Twee compagnieën van het Indiase Dogra-regiment namen het radiostation en het postkantoor in en arresteerden twee Belgische officieren. Bij de eerstgenoemde zond een interim-manager een verontschuldiging uit voor de tijdelijke opschorting van de telefoondiensten en las hij de verordening van de centrale overheid voor waarbij buitenlandse huurlingen werden uitgezet en een toespraak van Adoula waarin deze opriep tot nationale eenheid. Verschillende huurlingen vermeden gevangenneming door hun toevlucht te zoeken bij de lokale bevolking of hun respectievelijke nationale consulaten. Anderen wisten diep in het Katangese oerwoud buiten bereik te blijven. Bij de oever van het Tanganyikameer in het noordoosten van Katanga omsingelden Ghanese troepen het kamp van huurling Bob Denard. Zijn mannen wilden vechten, maar kregen via de radio het bevel zich over te geven. Elf huurlingen werden rond Albertstad gearresteerd, negen in Manono, zeven in Niemba en drie in Nyunzu. In Kamina gaf de plaatselijke Indiase officier het buitenlandse personeel twaalf uur de tijd om zich over te geven of het gebruik van geweld onder ogen te zien. De huurlingen leverden hun wapens zonder incidenten in en accepteerden in ruil daarvoor drankjes van het VN-contingent.
Om 05:00 uur stuurde O'Brien in Elisabethstad een Zweedse luitenant naar het presidentiële paleis van Tshombe en naar de villa van Munongo met twee briefjes waarin het doel van de operatie werd uitgelegd. Na het afleveren van het tweede bericht reed de luitenant met hoge snelheid om een ONUC-wegversperring heen. De Ierse vredeshandhavers die de post bemanden, herkenden hem in het donker niet en openden het vuur, waarbij ze de achterkant van zijn auto beschadigden. Eén kogel ging door de bestuurdersstoel en schampte zijn rug.
Om 06:00 uur gingen O'Brien en Raja het stadscentrum van Elisabethstad binnen op zoek naar Tshombe. Ze kwamen hem tegen in een konvooi regeringsfunctionarissen toen hij terugkeerde van een rondreis. Tijdens een bijeenkomst in het presidentiële paleis verzochten Tshombe en zijn kabinet de VN om de operatie te beëindigen. O'Brien en Raja weigerden, en vroegen in plaats daarvan de Katangezen om samen te werken om conflicten te voorkomen. Tshombe zei dat hij het voorstel met zijn ministers zou moeten bespreken en beloofde dat ze tegen 11:00 uur een besluit zouden hebben.
Om 15:00 uur werden verdere arrestaties opgeschort, terwijl er al 79 huurlingen vastzaten. Tegen het einde van de dag waren 81 buitenlandse leden van de Katangese Gendarmerie in Katanga gearresteerd en naar de basis te Kamina gebracht in afwachting van deportatie. De meeste van de overgebleven Belgische huurlingen meldden zich bij hun consulaat. Naast de arrestaties werden twee Sikorsky- helikopters, drie Alouette-helikopters, drie Dakota's, vier Doves en twee Herons van de Katangese luchtmacht in beslag genomen. Twee Fouga Magisters CM.170, twee Doves en één Tri-Pacer die buiten Elisabethstad waren gestationeerd, werden niet in beslag genomen.

## Nasleep

### Analyses
Operatie Rum Punch luidde het begin in van de directe confrontatie van de VN met de staat Katanga. Volgens historicus Thomas R. Mockaitis: "Ondanks het gebrek aan volledig succes kon Rumpunch niet als een volledige mislukking worden beschouwd." O'Brien noemde het een "gedeeltelijk succes"; de operatie versterkte het vertrouwen van het Afro-Aziatische blok in ONUC, verbeterde de situatie van de centrale regering - inclusief de daaropvolgende formele erkenning van de legitimiteit van Adoula's regering door de Sovjet-Unie, en verwijderde talloze huurlingen uit Katanga. Hammarskjöld stuurde een felicitatietelegram naar O'Brien vanuit het VN-hoofdkwartier in New York, waarin hij schreef: "Congo Club (een informele naam voor de groep VN-functionarissen die zich met Congo bezighielden red.) heeft op het congres unaniem gestemd voor felicitaties en oprecht respect voor een buitengewoon gevoelige operatie die met vaardigheid en moed is uitgevoerd." Wel vond hij dat de operatie te vroeg was beëindigd. Rikhye uitte ook zijn teleurstelling en merkte op dat "de VN het binnen handbereik had om de omsingeling compleet te maken en alle ongewenste individuen te verwijderen, terwijl er hoogstens nog een paar overbleven die zich tussen de Europese burgers hadden kunnen verstoppen of verdwijnen."
De dag na Rum Punch veroordeelde de premier van de Federatie van Rhodesië en Nyasaland, Sir Roy Welensky, de operatie en verklaarde dat deze "het mandaat van de VN had overschreden". La Libre Belgique schreef dat het "de prachtige vriendschap tussen zwart en wit" in Katanga had verpest. Het Britse ministerie van Buitenlandse Zaken gaf de de Britse missie bij de Verenigde Naties opdracht dat ze hun bezorgdheid moesten uiten over het feit dat ONUC "verder ging dan sommige van de belangrijkste steunpilaren van de Verenigde Naties (inclusief degenen die het grootste deel van de kosten dragen) ooit voor ogen hadden gehad."

### Gevolgen voor de Katangese Gendarmerie
De Belgische regering stemde ermee in de repatriëring van haar onderdanen die in de Katangese Gendarmerie dienden, te faciliteren, maar kon in de praktijk alleen de voormalige Force Publique-officieren bevelen naar België terug te keren onder de dreiging hun officiële rangen in het Belgische leger af te nemen. De operatie strekte zich ook niet uit tot alle militaire centra in Katanga. Zo konden veel buitenlandse officieren, vooral de zeer toegewijde ‘ultra’s’, aan deportatie ontkomen. De gendarmerie onderging ook een nominale afrikanisering; Kolonel Norbert Muké, een geboren Katangees, werd benoemd tot commandant van de Katangese Gendarmerie, maar in de praktijk werd de bevelsstructuur nog steeds sterk beïnvloed door Europese huurlingen. Luitenant-kolonel Roger Faulques, een Fransman, werd benoemd tot stafchef. Als reactie op Rum Punch richtte hij een hoofdkwartier op in de buurt van Kolwezi om een guerrilla tegen ONUC te coördineren. Hoewel de Katangese luchtmacht een groot aantal van haar vliegtuigen had verloren, behield deze nog steeds luchtoverwicht boven Katanga, aangezien de VN zelf geen gevechtsvliegtuigen hadden.

### Latere gebeurtenissen
O'Brien en ONUC-chef Sture Linner maakten plannen om het oppakken van buitenlandse militaire functionarissen in dienst van Katanga voort te zetten. Op 31 augustus vroeg O'Brien Tshombe om Munongo te ontslaan, omdat hij ervan verdacht werd Katangese troepen aan te moedigen ONUC-personeel aan te vallen. Munongo ontkende de beschuldiging en Tshombe weigerde hem te verwijderen. Op 5 september verklaarde de Katangese minister van Buitenlandse Zaken Évariste Kimba aan de Katangese Assemblee dat de regering niet zou toegeven aan verdere VN-eisen. Vier dagen later richtten de Katangezen in Elisabethstad  wegversperringen op om de bewegingen van het ONUC-personeel te belemmeren.